# الخطوط الجوية الفلبينية الرحلة 434
الخطوط الجوية الفلبينية الرحلة 434 طائرة بوينغ 747-283B كانت تحمل علي متنها 273 راكبا و20 من أفراد الطاقم في رحلة طيران من مانيلا إلي طوكيو عبر مدينة سيبو في 11 ديسمبر 1994 بقيادة الكابتن إدواردو «إد» رييس البالغ من العمر 57 عاما ذات خبرة طيران مع القوات الجوية الفلبينية لمدة 10 سنوات وطيارا للشركة لمدة 24 عاما والمساعد أول جايمي هيريرا البالغ من العمر 49 عاما ذات خبرة مساعد طيار للشركة لمدة 26 عاما ومهندس الرحلة دكستر كوميندادور البالغ من العمر 53 عاما ذات خبرة طيران مع القوات الجوية الفلبينية لمدة 10 سنوات ومهندس طيران للشركة لمدة 20 عاما.

## الرحلة الأولي: وضع القنبلة
في الرحلة الأولي كان رمزي يوسف أستخدم جواز إيطالي مزيف وأسم إيطالي مزيف أسمه ارنالدو فورلاني أخذ الأسم من ارنالدو فورلاني رئيس وزراء إيطاليا السابق ووضع القنبلة خلال الرحلة الأولي التي تحمل علي متنها 43 راكبا و20 من أفراد الطاقم بدون رؤيته من قبل الطاقم والركاب ورحل رمزي يوسف عن الطائرة وأختفي عن الأنظار.

## الرحلة الثانية: الانفجار ومحاولة السيطرة علي الطائرة
بعد 4 ساعات في منتصف الرحلة الثانية من مدينة سيبو إلي طوكيو القنبلة تحت المقعد 26K أنفجرت ولكن كان مهندس ياباني يبلغ من العمر 24 عاما هاروكي إكيجامي يجلس علي المقعد 26K ولكن جسده القوي لم يتسبب بحفرة في الطائرة الذي كان سيؤدي انخفاض سريع في الضغط كان الانفجار وجسد هاروكي إكيجامي تسببا فقط بتدمير المنطقة حول المقعد 26K وأختفي نصف جسمه ومات بعد دقائق وتدمير النظام الهيدروليكي من جانب المساعد أول جايمي هيريرا وساعده الكابتن إدواردو رييس ولكن النظام الهيدروليكي الذي عطل أدوات التحكم لمساعد الطيار عطل أيضا أدوات التحكم للطيار وقرر أستخدام قوة دفع المحركات الأربعة من طراز جنرال الكتريك سي إف 6 وقرر مهندس الرحلة دكستر كوميندادور المساعدة بقوة دفع المحركات الأربعة من طراز جنرال الكتريك سي إف 6 بينما يتولي الطيار إدواردو «إد» رييس ومساعد الطيار جايمي هيريرا أدوات التحكم.

## الهبوط وفشل تفجير الرحلة 434وتفجير مركز التجارة العالمي 1993وتقاعد الطائرة
تمكنوا من بعث حالات الطوارئ والهبوط في مطار ناها بسلام وكان قد جرح 10 ركاب نتيجة الانفجار وكانت المقعد 26K فوق خرانات الوقود في معظم طائرات بوينغ 747 ولكن المقعد 26K في تلك الطائرة كان يبعد نصف متر عن خزانات الوقود وكان رمزي يوسف كان مختبئ في مانيلا هاربا من السلطات الأمريكية ومكتب التحقيقات الفيدرالي بسبب تفجير مركز التجارة العالمي 1993 كان قد قتل 6 أشخاص في الجراش وجرح ألف و42 شخصا وأضرار تقدر بما يقرب من 300 مليون دولار في الممتلكات وتقاعدت طائرة الخطوط الجوية الفلبينية الرحلة 434 لاحقا في 2007 بعد 13 عاما من التفجير.

## الفشل الكارثيلعملية بوجينكاوكشف الخطة
في 6 يناير 1995 بعد 3 أسابيع و5 أيام من تفجير الخطوط الجوية الفلبينية الرحلة 434 عثروا عليه في فندق صغير كان رمزي يوسف وصاحبه يركبون القطع الأخيرة من القنبلة حين عن طريق الخطأ وضع رمزي يوسف المواد الكيميائية مع البودرة مما أدي إلي دخان قليل والخطأ الثاني بإنه وضع القليل من الماء فجأة ليزيد دخان الحريق الكيميائي الكثيف ويلفت انتباه البواب ولم يصدق قصة الألعاب النارية أتصل برجال الأطفاء والشرطة الوطنية الفلبينية وعند وصول سيارات الأطفاء كان الدخان قد أختفي وعندها طلب رمزي يوسف من صاحبه أن يحضر اللاب توب لأن فيه عملية تفجير 11 طائرة متجهة من آسيا إلى الولايات المتحدة ستقتل 4 الآف ركاب وكان الحريق الكيميائي قد حصل قبل 6 أيام من زيارة البابا يوحنا بولس الثاني للفلبين خلال احتفالات يوم الشبيبة العالمي عن طريق قنبلة يحملها انتحاري يرتدي ثوب كاهن لتكون المرحلة الأولى من العملية التي ستتبعها عملية ثانية بتفجير داخل الجمع نفسه ووجدت الشرطة الوطنية الفلبينية معمل قنابل وصور للبابا يوحنا بولس الثاني المستهدف وسمعوا رنة تليفون أرضي وعندها البواب رأي صاحب رمزي يوسف وكان أحد الشرطيين رافقوه وجريا وراءه وخارج الفندق أطلق النار وعندها كان صاحب رمزي يوسف قد أصيب وأكتشف الشرطي بإنه لم يحمل معه كالابشات ولكن البواب ساعده بحزامه وعندها كان رمزي يوسف قد أختفي وأكتشف المحققون سجلات جواز سفر مزيفة وأسلاك وساعات وعلب بودرة ومواد كيميائية واللاب توب وسلئوا صاحب رمزي يوسف وقال بإن الخطوط الجوية الفلبينية الرحلة 434 كان مجرد أختبار لقنابل 11 طائرة أمريكية.

## الطائرات المستهدفة
- الخطوط الجوية المتحدة الرحلة 80 طائرة بوينغ 757-222 (رقم التسجيل :N587UA) كانت تحمل علي متنها علي متنها 70 راكبا و7 من أفراد الطاقم في رحلة طيران من مطار شانغي سنغافورة إلي مطار سان فرانسيسكو الدولي عبر مطار هونغ كونغ الدولي سيتم وضع القنبلة من قبل رمزي يوسف متنكرآ باسم أوبادا في 13 يناير 1995.
- خطوط نورث ويست الجوية الرحلة 30 طائرة ماكدونل دوغلاس دي سي-10-30 (رقم التسجيل :N225NW) كانت تحمل علي متنها علي متنها 140 راكبا و12 من أفراد الطاقم في رحلة طيران من مطار نينوي أكوينو الدولي إلي مطار لوس أنجلوس الدولي عبر مطار غيمبو الدولي سيتم وضع القنبلة من قبل رمزي يوسف متنكرآ باسم دينيس باسزكيواسزي في 13 يناير 1995.

## الإعتقال والمحاكمة والسجن
أعتقل في مدينة إسلام آباد الباكستانية في 7 فبراير 1995 من قبل السلطات الباكستانية وفي 8 نوفمبر 1998 تمت محاكمته بقتل 7 أشخاص وجرح ألف و52 شخصا وتدمير ممتلكات تبلغ قيتمها 55 مليون دولار في تفجير مركز التجارة العالمي 1993 وتفجير الخطوط الجوية الفلبينية الرحلة 434 وحكم علي رمزي يوسف بالسجن مدي الحياة في أحد أكثر الزانزانات حراسة في الولايات المتحدة في مقاطعة فريمون بولاية كولورادو.